# Rina Akhter
Rina Akhter (ur. 15 października 1996) – banglijska zapaśniczka walcząca w stylu wolnym. Wicemistrzyni Igrzysk Azji Południowej w 2016. Siódma na igrzyskach Solidarności Islamskiej w 2017 roku.